# Fausto Polidori
Fausto Polidori (Città di Castello, 12 novembre 1949) è un allenatore di pallavolo italiano.

## Carriera
Il 29 settembre 2012 è nominato dirigente del San Giustino,dal 21 gennaio 2015 assume la guida del Città di Castello, il 24 maggio 2024 è nominato commissario tecnico della nazionale della Guinea.

## Palmarès
- Medaglia d'oro campionati europei Under-20 1992
- Medaglia d'argento campionati mondiali Under-21 1993
- Medaglia di bronzo campionati europei Under-20 1994
- Medaglia di bronzo campionati mondiali Under-21 1995
- Medaglia d'oro campionati mondiali Under-19 1997